# Yuki Ota
Yuki Ota (Otsu, 25 de novembro de 1985) é um esgrimista profissional japonês, medalhista olímpico e campeão mundial em 2015.

## Carreira
Yuki Ota representou seu país nos Jogos Olímpicos de Verão de 2004, 2008 e 2012. Conquistou a medalha de prata no florete individual em 2012.

### Rio 2016
Um dos favoritos para a competição foi surpreendido pelo brasileiro Guilherme Toldo, na segunda rodada.